# Investigator (Schiff, 1848)
Die HMS Investigator war ein Handelsschiff, das 1848 von der britischen Admiralität erworben und in Dienst gestellt wurde, um nach Überlebenden der Franklin-Expedition zu suchen, die seit 1845 auf der Suche nach der Nordwestpassage verschollen war.

## Geschichte

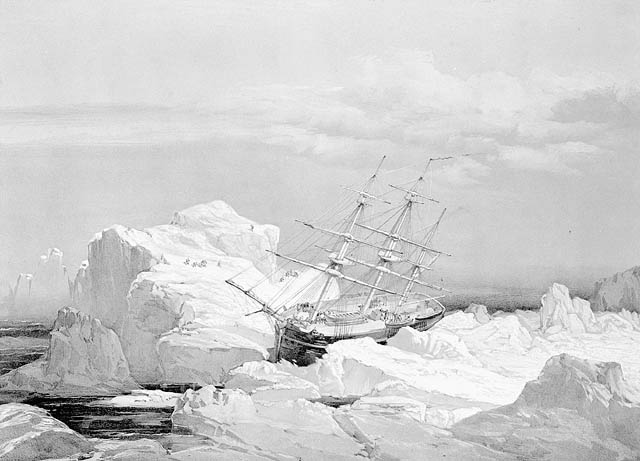
Die vom Packeis eingeschlossene HMS Investigator

Nach zwei Reisen in die Arktis wurde das Schiff 1853 in der Mercy Bay nördlich der Banksinsel in der Beaufortsee vom Eis eingeschlossen und musste zurückgelassen werden, wo es bald darauf leckschlug und sank. Ihr Kapitän, Robert McClure, gilt dennoch als Entdecker der Nordwestpassage. Von der Beringsee kommend gelang es ihm fast die gesamte Länge der Passage zu durchfahren und eine offene Wasserstraße bis zur 45 Meilen entfernt liegenden Melville-Insel zu finden, bevor ihn dichtes Packeis zur Aufgabe zwang. Ab der Melville-Insel war die weitere Route in den offenen Atlantik schon bekannt. Von dort aus konnten die überlebenden Mannschaftsmitglieder der Investigator gerettet werden. Im Juli 2010 wurde das Wrack von kanadischen Archäologen in elf Metern Meerestiefe wiederentdeckt. Im Juli 2011 bargen die Archäologen von Parks Canada viele persönliche Gegenstände aus dem Wrack, deren Überreste sich in der im Schiffsinnern angesammelten Schlammschicht hervorragend erhalten hatten.